# 薩克

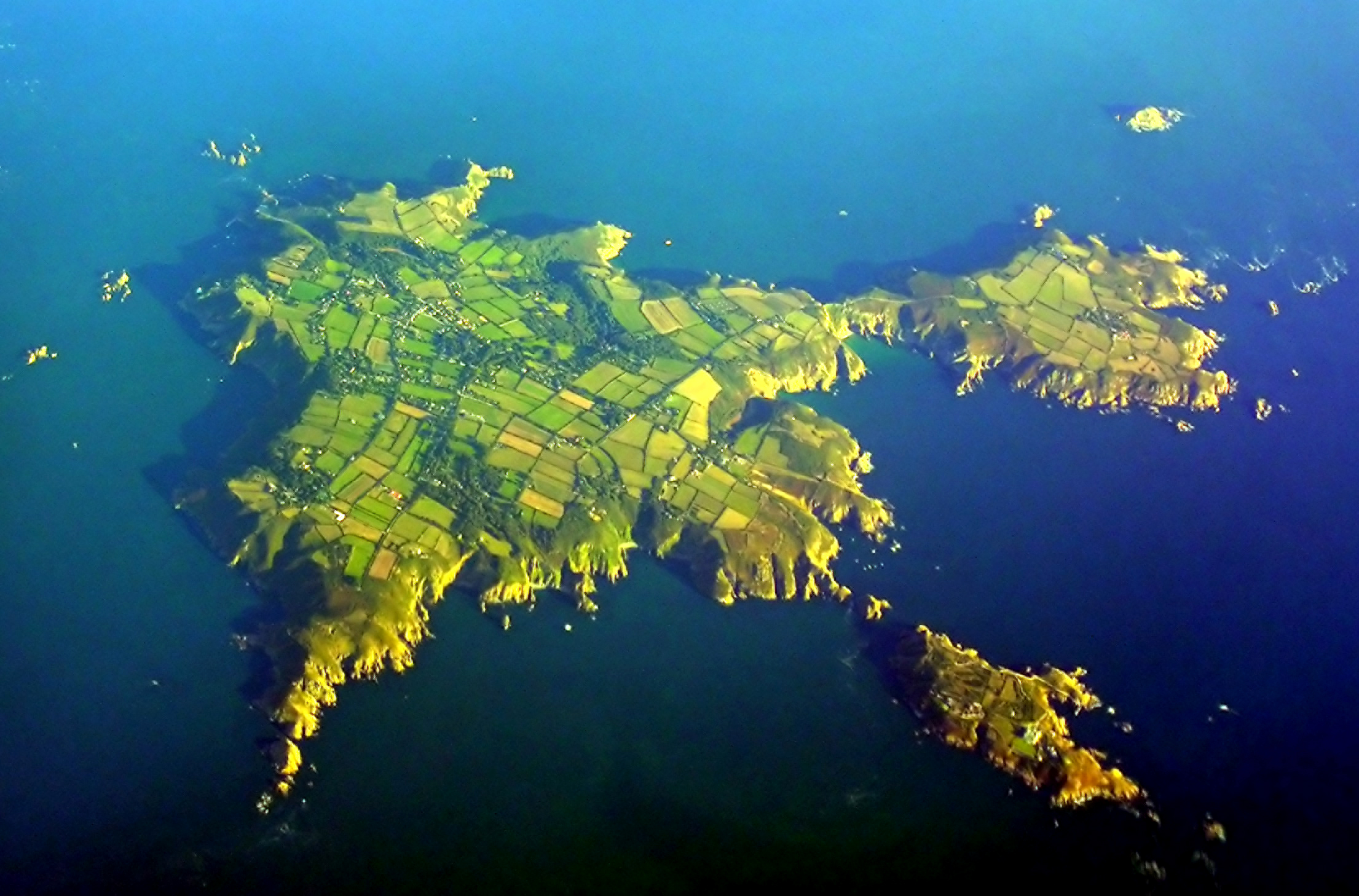
薩克島全貌

薩克（英語：Sark；法語：（cq不發音）；薩克語：Sèr）是英吉利海峽中的海峽群島的一個島。萨克岛和布雷库岛组成英國王室屬地根西行政區的一个辖区。

## 概要
2002年，薩克人口為610人。薩克禁止使用汽車，因此可使用的交通工具只有馬車、腳踏車、拖拉車、以及老人及行動不便的人可以使用的以電池驅動的四輪休閒車（Buggy）或電動腳踏車。經由渡輪到達薩克的旅客及貨物則是從港口以由拖拉車拉的交通工具運送。薩克的主要產業是觀光業及金融業。也成為第一個被國際暗天協會（IDA）認可的暗天之島（dark sky island）。

## 地理

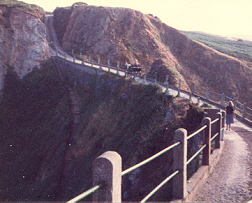
被稱為“舷門”的地峽連接薩克島的兩個部份：小薩克及大薩克

薩克島實際上分為兩部份：小薩克及大薩克。兩者之間由一個只有3公尺寬的、叫做“舷門（La Coupée）”的地峽連接。地峽的兩側是高度落差達92公尺的懸崖。1900年起裝有保護用的欄杆。在此之前兒童甚至會以手腳爬過地峽以免被吹落地峽的邊緣。
現在這個地峽上有一條狹窄的水泥路。這是1945年在皇家工兵團指揮下由德國戰俘所造的。
布雷库岛也屬於薩克。布雷库岛是私人島嶼，2012年之前不對遊客開放。

## 政治
薩克被認為是歐洲最後一個封建領土，故可謂是根西行政区中的特區。薩克領主是薩克的封建政府的首脑。從1974年起John Michael Beaumont便是薩克的第二十二位領主，每年仍會獻上象徵性1.79英鎊支票給英國女王，他的「佃戶」則要呈交一隻活雞或相等的金額給他。
許多法律，特別是有關領主繼承及統治的法律，從1565年英格蘭女王伊莉莎白一世的時代便已實施，少有改變。
薩克的憲法從1974年起便民主化了。目前，由選舉而產生的萨克议会（Chief Pleas）握有較多的權力，议长稱作“司法官”（Seneschal）。
但2006年薩克的政局有了改變，薩克議會同意結束450年的封建制度，領主將不再享有特權，即島上唯一鴿子和幾條未結紮母狗的所有權。但當地一些民眾卻難以接受結束封建制度的改變。
2008年12月10日，萨克举行了首次民主的议会选举，意味着该岛持续443年封建制度宣告结束。

### 歷任管家
薩克的管家為议会（Chief Pleas）的主席。
1. Pierre Gibault (15/7/1675-1680)
2. Thomas de Beauvoir (1680–1683)
3. Phillipe Dumeresq (1683–1702)
4. Jean Payne (1702–1707)
5. Philippe de Carteret (1707–1744)
6. Henri de Carteret (1744–1752)
7. Phillipe le Masurier (1752–1777)
8. Henri le Masurier (1777–1785)
9. Amice le Couteur (1785–1808)
10. Jean le Couteur (1808–1812)
11. Jean Falle (1812–1830)
12. Elie le Masurier (1830–1841)
13. Philippe Guille (1841–1851)
14. Thomas Godfray (1851–1876)
15. William de Carteret (1876–1881)
16. Abraham Baker (1881–1891)
17. Thomas Godfray (1891–1920)
18. Kenneth Campbell (1920–1922)
19. Ashby Taylor (1922–1925)
20. Frederick de Carteret (1925–1937)
21. William Carré (1937–1945)
22. William Baker (1945–1969)
23. Bernard Jones (1969–1979)
24. Hilary Carré (1979–1985)
25. Lawrence Philip de Carteret (1985–2000)
26. Reginald J. Guille (2000–2013)
27. Jeremy la Trobe-Bateman (2013年2月27日至今)

## 外部連結
- 薩克官方网站 （页面存档备份，存于）
- Sark Tourism - Isle of Sark, Channel Islands
- BBC – Feudal island brings in democracy （页面存档备份，存于）
- Sark fears threat of Barclays fiefdom （页面存档备份，存于）, Financial Times, 7 December 2007
- Documentary about Sark
- Pictures of La Coupée
- Sark Folk Festival (International Folk, Roots, & Acoustic Festival) （页面存档备份，存于）
- Toplis: Artist of Sark. Biography of William A Toplis （页面存档备份，存于）